# Acronicta agnata
Acronicta agnata là một loài bướm đêm trong họ Noctuidae.